# Терпан
Терпан (лат. Amiurus nebulosus) слатководна је риба која припада фамилији Ictaluridae. Познат је и као амерички сомић, цвергл или цверглан, кућин, мањов, бодоња, главоња, роган. 

## Опис и грађа
Терпан има здепасто тело и широку главу. Тело му је тамнобраон боје са љубичастим, бронзаним или зеленим преливима. Кожа му је слузава - нема крљушти – и личи на сома. На леђном перају има једну оштру бодљу и још две на бочним перајима чији убоди могу да изазову прилично јаке болове који потрају и неколико сати.
Терпан је из Северне Америке, своје прапостојбине, пренет у европске воде средином осамдесетих година прошлог века, али, супротно свим предвиђањима, он није успео да се прилагоди европским водама. За разлику од свог рођака у постојбини у Европи он је закржљао, тако да је његова највећа тежина ретко преко 500 до 800 g, а дужина 15 до 25 cm, мада је на Ибру код Краљева ухваћен примерак од 1100 грама. Према подацима из Америке његова тамошња браћа достижу тежину од 2-3kg и представљају врсту изузетно занимљиву за спортски риболов. Природних непријатеља у нашим водама нема, јер га ни једна грабљивица не једе због отровних бодљи које поседује. У Америци га једе једино Бас и неке врсте змија.

## Навике, станиште, распрострањеност
Терпан насељава све низијске воде дунавског слива. Најрадије настањује мирније воде, посебно стајаће, као сто су баре, канали, мртваје. У брзим текућим водама је изузетно редак. У водама које насељава своја станишта налази у деловима са већом дубином и дном које је пуно пањева, грања, шевара и подводног растиња. Терпан је риба која живи у јатима која садрже јединке истог узраста. Може наћи и у плићацима, нарочито када је у потрази за храном, коју не бира много. Терпан напада све што може да савлада и прогута, укључујући и живе рибице за којима се понекада дигне све до површине у настојању да их ухвати. 

## Размножавање
Терпан има невероватну способност размножавања и преживљавања. Мрести се од маја до јуна, при чему полно зреле женке избацују релативно велик број јаја (у односу на величину). Женка своје гнездо прави на добро скривеним местима, некад и у предметима који се налазе испод воде. Икра броји од 1 до 5000 јаја, која су углавном велика, пречника око 3 mm. По завршетку мреста деси се да оба родитеља чувају своје икре, којих је мало, али када се терпан једном негде настани брзо се и размножи. Јаја у гнезду леже 6 до 9 дана, после тога им мужјак својим устима помаже да се излегу. Када се млађ излегне недељу дана остаје у гнезду, да би после тога кренуо у самосталан живот. 
Терпан својим размножавањем угрожава популацију осталих рибљих врста, поготово што он једе икру других врста у време њене инкубације и што, као грабљивица, једе и тек излеглу млађ других врста, па га неки риболовни стручњаци сврставају у рибљи коров. 